# راكيل غارزا
راكيل غارزا (بالإسبانية: Raquel Garza)‏ هي ممثلة مكسيكية، ولدت في 28 أبريل 1967 في تامبيكو في المكسيك.

## وصلات خارجية
- راكيل غارزا على موقع IMDb (الإنجليزية)
- راكيل غارزا على موقع قاعدة بيانات الفيلم (الإنجليزية)